# المصلى (الشعر)

تعديل مصدري - تعديل

المصلى محلة تابعة لقرية محبران، التابعة لعزلة الوسط بمديرية الشعر إحدى مديريات محافظة إب في الجمهورية اليمنية، بلغ تعداد سكانها 21 نسمة حسب تعداد اليمن لعام 2004.